# 浄福寺城
浄福寺城（じょうふくじじょう）は、東京都八王子市下恩方町にあった日本の城（山城）。城跡は1972年（昭和47年）1月27日に八王子市指定史跡となっている。

## 概要
中世山城である。新城（にいじょう）、案下城（あんげじょう）、松竹城（まつたけじょう）、千手山城（せんじゅさんじょう）など様々な別称で呼ばれていた。城の南側、陣馬街道に沿って、大石氏によって開基された浄福寺がある。この寺は、当時武将が待機する居館との説もある。
八王子市教育委員会の説明板によれば、大石氏は系図（山木伊藤家伝）によれば木曾義仲の後裔が信濃国大石郷に住んでいたが、1356年（延文元年）入間・多摩に十三郷を得て多摩に移住し、二宮（現・あきる野市）から浄福寺城、高月城（長禄2年）、滝山城（大永元年）と次第に大豪族となり城を移したといわれ、大石氏の経緯を知る上でも貴重な城跡であるという。

## 歴史

### 沿革
1384年（至徳元年）大石信重によって築城されたと言い伝えられる。一方、『新編武蔵風土記稿』によれば、「大石源左衛門尉入道道俊と云もの当所に居城を構へし」（道俊は大石定久といわれる）との記述もある。
後北条氏の時代になると、八王子城の出城として使用されたとされる。また、後述のように、八王子城以前にあったとみられる所在地不明の後北条氏の支城の1つである由井城を浄福寺城に比定する説がある。
1590年（天正18年）の豊臣秀吉による八王子城攻め、落城とともに浄福寺城も落城、廃城となった。

### 「油井領」「由井衆」と浄福寺城
永禄2年（1559年）に後北条氏にて作成されたとされる『小田原衆所領役帳』には支城領ごとに家臣名と役高が記されているが、そのうちの「他国衆」の中に「油井領」と呼ばれている地域の記載がある。また、北条氏照が発給した文書に「由井衆」「由井領」と記されたものがあり、前者は元々旧大石氏の家臣であった者に宛てて出された書状であるため、「油井領」「由井領」は旧大石氏あるいは氏照の支配地域であり、「由井衆」は旧大石氏家臣を含む氏照の家臣団であったと推定される。つまり、旧大石氏と関わりの深い地域に油井城・由井城と称すべき後北条氏の支城が存在していたことになる（ただし、『小田原衆所領役帳』作成段階の大石氏は公式には「他国衆」に属する従属国衆で、氏照はその養子として家督を継いだ扱い）。
これについて、齋藤慎一が同地域に関する古文書や浄福寺城の遺構に関する分析から、従来の大石氏に関する伝承を否定して、浄福寺城こそが後の「由井領」の由来ともなった大石氏の本拠である由井城（ゆいじょう）であり、大石氏を継承した北条氏照も当初はここを本拠としており、永禄6年（1563年）から10年（1567年）頃に初めて滝山城を築いて本城を移したとする説を提示している。

## 考古資料

### 遺構
標高360メートル（比高約150メートル）の山の尾根上に曲輪、堀切や土橋、虎口、土塁のなど遺構が残る。

## 観光

### アクセス
- JR八王子駅よりバス約25分、松竹橋下車。